# Erna Suadicani
Erna Suadicani (*  30. November 1887 in Schleswig; † 27. September 1977  in Würzburg) war eine deutsche Kunsthistorikerin und Museumsmitarbeiterin.

## Leben
Erna Suadicani war das vierte Kind des Geheimen Baurats Carl Hartwig Suadicani (* 1842 in Schleswig; † 1923 in Lübeck) und dessen Frau Adrienne Margarete, geb. Winter (1860–1953). Sie wuchs in einer großbürgerlichen, akademischen Familie auf. Carl Ferdinand Suadicani war ihr Urgroßvater, Waldemar Suadicani ihr Onkel. Ihre Schwester Imrgard (1898–2003) war mit Friedrich Pfister verheiratet. Ihre beiden Brüder fielen im Ersten Weltkrieg.
Sie erhielt die typische Bildung einer Höheren Tochter. Im Ersten Weltkrieg war sie als Rot-Kreuz-Schwester tätig. Als Carl Georg Heise 1920 die Leitung des Museums der Hansestadt Lübeck übernahm (zu der Zeit noch in Trägerschaft der Gesellschaft zur Beförderung gemeinnütziger Tätigkeit), stellte er Erna Suadicani zunächst als Schreibmaschinen-Aushilfe ein. Auch ohne Studium wurde sie bald zur Assistentin (Museumsobersekretärin) des Museumsleiters. In dieser Zeit lebte sie in Lübeck-St. Gertrud, Moltkeplatz 12. Sie unterstützte Heise bei der Einrichtung des Behnhauses, setzte seine nicht unumstrittene Museumspolitik in die Praxis um und widmete sich der Sammlung im St.-Annen-Museum. Im Streit um Heises Barlach-Projekt Gemeinschaft der Heiligen für die Fassade der Katharinenkirche Lübeck gehörte sie mit einem Beitrag in den Lübeckischen Blättern zu den Befürwortern in der Stadtöffentlichkeit. Seit 1928 war sie Obersekretärin und „wissenschaftliche Hilfsarbeiterin der Kulturhistorischen und der Kunstsammlungen.“ Mit Heises Entlassung Ende 1933 wurde sie an die Stadtbibliothek Lübeck strafversetzt und zum 31. März 1935 entlassen. Sie blieb jedoch kunsthistorisch tätig. 1934 konnte sie noch eine Beschreibung und Neubewertung des Dolchbestecks der St.-Jürgen-Gruppe von Henning von der Heyde in der Zeitschrift Pantheon veröffentlichen.
1942 dokumentierte sie als Augenzeugin in einem dreiseitigen Bericht an Lilli Martius (1885–1976) die Verluste an Kunstwerken durch den Luftangriff auf Lübeck am 29. März 1942.
Von 1946 bis zum Ruhestand 1953 war sie wieder im Lübecker Museumsdienst tätig. Als 1950 die Gesellschaft zur Beförderung gemeinnütziger Tätigkeit aus Anlass des 150-jährigen Bestehens der Museen in Lübeck die Carl-Julius-Milde-Medaille stiftete, um damit um das Museumswesen verdiente Personen auszuzeichnen, war Erna Suadicani die einzige Frau unter den Geehrten. „Sie besass ein reifes und sehr sicheres Urteil über Kunstwerke, das bei Ankäufen oft den Ausschlag gab“, urteilte der Kunsthistoriker Harald Keller.
Nach ihrer Pensionierung zog Erna Suadicani zu ihrer Schwester nach Würzburg. Hier war sie die Nachbarin der Familie von Marion Küstenmacher, die sehr von ihr beeindruckt war.

## Werke
- Suadicani, Erna. Publikationen in der bibliografischen Datenbank der Regesta Imperii.